# Rodrigo Muñoz
Rodrigo Martín Muñoz Salomón (Montevideo, 22 gennaio 1982) è un ex calciatore uruguaiano, di ruolo portiere.

## Carriera

### Club
Ha giocato nella massima serie uruguaiana con Cerro e Nacional e nella massima serie paraguaiana con il Libertad.

### Nazionale
Il 12 maggio 2014 è stato inserito nella lista di 26 calciatori preconvocati in vista dei Mondiali 2014 e il 31 maggio è stato inserito nella lista definitiva dei 23 calciatori disponibili per il torneo.

## Palmarès

### Club

#### Competizioni nazionali
- Liguilla Pre-Libertadores de América: 1

Cerro: 2008-2009